# Маноло Ескобар
Мануел Гарсија Ескобар (шп. Manuel García Escobar; Лас Норијас де Даза, Ел Ехидо, Алмерија, 19. октобар 1931 – Бенидорм, 24. октобар 2013), познатији као Маноло Ескобар, био је певач шпанских песама и андалузијских куплета те глумац у мјузиклима. Најпознатије песме у његовој интерпретацији су „Porompompero“, „My Car“ (1969), „Mini Skirt“ и „Y Viva España“ („Живела Шпанија)“ белгијског композитора Леа Розенстратена.